# Battaglia di Gomit
La battaglia di Gomit (detta anche battaglia di Ygubba) fu combattuta nel 1445 tra il regno di Etiopia guidato da Zara Yaqob e il potente esercito somalo del sultanato di Adal guidato dal Sultano Badlay ibn Sa'ad ad-Din. La battaglia fu vinta dall'esercito etiope, e nel corso di essa Badlay cadde in battaglia.